# Mausoleum Carl Lange, Mausoleum Rahusen
Das Mausoleum Carl Lange und Mausoleum Rahusen, nach 1946 Rahusen-Mausoleum genannt, in Bremerhaven-Lehe, Ortsteil Buschkämpen, Dwarsweg 10, wurde um 1885 auf dem Friedhof Lehe III gebaut.
Das Gebäude steht seit 2016 unter Bremer Denkmalschutz.

## Geschichte
Das historisierende Mausoleum gehört zu den Gründungsbauten des städtischen Friedhofs von 1868. Damals sicherten sich angesehene Bürger bei der Eröffnung neuer Friedhofsanlagen große und zentrale Flächen für ihre Familiengrabstätten.
Die Grabstellen wurden zuerst an den Schiffbaumeister Carl Lange (1819–1887) verkauft, Nachkomme des Vegesacker Schiffbauers Johann Lange (1775–1844). Carl Lange hatte 1837/40 das nach ihm benannte Trockendock an der Deichstraße errichtet, das als ältestes Trockendock Bremerhavens gilt.
1946 wurde das Mausoleum an Reinhard Rahusen verkauft, Inhaber des Eisenkontors Hermann Rahusen, das bis 1987 Schiffsausrüstungen und Werkzeugmaschinen in Bremerhaven vertrieb. Der Schriftzug Rahusen im Gebälk des Eingangsportikus wurde hinzugefügt.
In dem Mausoleum aus Sandstein befindet sich im Untergeschoss die Gruft und darüber, erreichbar über eine Sandsteintreppe, das Hauptportal und der Andachtsraum mit freistehenden Säulen und einer bronzebeschlagenen zweiflügeligen Tür.
Das Landesamt für Denkmalpflege Bremen befand: „Das Mausoleum […] ist als runder Zentralbau mit vier Portiken (bzw. Ädikulä) ein eindrucksvoller Tempietto in Anlehnung an das antike Pantheon in Rom. Diese Form des Gedächtnis-Tempels hat eine lange Tradition, ist jedoch im Bremer Raum im 19. Jahrhundert eher eine Seltenheit.“
Innen sind über eine Sockelzone acht Nischen und darüber auf tragenden Säulen ein Tambour der Flachkuppel mit einer runden Öffnung (Opaion) sowie ein kleines Fenster oberhalb des Eingangs.
Das verfallene Gebäude wurde 2018/19 saniert.